# Etrian Odyssey 2 Untold: The Fafnir Knight
Etrian Odyssey 2 Untold: The Fafnir Knight (新・世界樹の迷宮2 ファフニールの騎士, Shin Sekaiju no Meikyū 2 Fafuniiru no Kishi) est un jeu vidéo de type dungeon crawler développé par Atlus et sorti en 2014 sur Nintendo 3DS.

## Accueil
- GameSpot : 7/10[1]